# جورج هيرمان (صحفي)
جورج هيرمان (بالإنجليزية: George Herman)‏ هو صحفي أمريكي، ولد في 14 يناير 1920، وتوفي في 8 فبراير 2005.